# Thiacidas fasciata
Pteronycta fasciata là một loài bướm đêm trong họ Noctuidae.